# Odznaka Lilii
Odznaka Lilii (fr. Décoration du Lys) – odznaczenie francuskie, nadawane w latach 1814–1830.

## Historia
5 kwietnia 1814 roku Napoleon I po serii klęsk militarnych został zmuszony do abdykacji, 3 maja, po prawie dwudziestopięcioletnim wygnaniu, Burbonowie Ludwik XVIII i jego brat hrabia d'Artois powrócili triumfalnie do Paryża. Po rozpadzie reżymu napoleońskiego porządek w stolicy utrzymywała Gwardia Narodowa, która na powitanie Burbonów wymieniła na nakryciach głowy kokardy w barwach republikańsko-napoleońskiej Tricolore na białe kokardy burbońskie. Już parę dni przedtem, 24 kwietnia, hrabia d'Artois ustanowił medal Lilii, nadany prawie wszystkim członkom Gwardii Narodowej w Paryżu "jako nagroda za utrzymanie bezpieczeństwa i porządku w stolicy". W sytuacji powstałej po abdykacji Napoleona Burbonowie nie ufali dawnej cesarskiej armii i woleli polegać na lojalności Gwardii Narodowej. 9 maja król Ludwik XVIII zatwierdził odznaczenie i zezwolił na nadawanie go gwardzistom narodowym w całej Francji pod warunkiem złożenia przysięgi "Przysięgam wierność Bogu i królowi, na zawsze" (Je jure fidélité à Dieu et au Roi pour toujours). Ta jednoklasowa odznaka była właściwie medalem. Zabronione przez Napoleona w czasie jego 100 dni, odznaczenie zostało przywrócone przez Ludwika XVIII w roku 1816 jako "odznaka za wierność" (Décoration de la Fidélité). Stopniowo prawo nadawania odznaczenia uzyskiwały coraz szersze kręgi cywilnych i wojskowych urzędników państwowych – generałowie, ministrowie, prefekci i na koniec nawet merowie. Dopiero rozporządzenie Ludwika Filipa z 10 lutego 1831 położyło kres jego istnieniu.

## Oznaki
Według pierwotnej ustawy z 1814 oznaką odznaczenia była srebrna lilia burbońska, noszona na piersi na białej wstążce. Wkrótce, już w maju 1814, dodano srebrną koronę królewską przypiętą do wstążki, oraz stworzono agrafę noszoną na ubraniu cywilnym, z ukoronowaną lilią otoczoną gałązkami oliwki. Paryska Gwardia Narodowa otrzymała własną wstążkę, białą z obustronnymi niebieskimi bordiurami. Od 1816 używano koronę jako zawieszkę medali i zezwolono gwardzistom nosić odznaczenia na wstążkach o barwach swych departamentów.
Oprócz tych oficjalnych dekoracji występuje wiele odmian prywatnych, np. biały krzyż maltański z portretem Ludwika XVIII lub Henryka IV w medalionie środkowym awersu i z liliami burbońskimi między ramionami czy złoty medal z burbońską lilią w środku. Takie "fantazje i kaprysy" były powodem memorandum kanclerza Legii Honorowej wystosowanego do króla, który w rozporządzeniu z 5 maja 1824 zabronił noszenia prywatnych odmian "OdznakI Lilii", dopuszczając jedynie pierwotną wersję ze srebrną lilijką zawieszoną na koronie królewskiej.